# Black Eye
Black Eye is een Amerikaanse actiefilm uit 1974 onder regie van Jack Arnold.

## Verhaal
Privédetective Stone gaat op zoek naar de verdwenen wandelstok van een overleden filmster. Hij komt erachter dat de stok verband houdt met een reeks moorden. Op zijn pad komt Stone terecht bij de opnamen voor een pornofilm en bij een sekte. Hij heeft bovendien ingewikkelde verhouding met een biseksuele vrouw.

## Rolverdeling
| Acteur              | Personage        |
| ------------------- | ---------------- |
| Fred Williamson     | Stone            |
| Rosemary Forsyth    | Juffrouw Francis |
| Teresa Graves       | Cynthia          |
| Floy Dean           | Diane Davis      |
| Richard Anderson    | Dole             |
| Cyril Delevanti     | Talbot           |
| Richard X. Slattery | Bowen            |
| Larry D. Mann       | Avery            |
| Bret Morrison       | Majors           |
| Frank Ashmore       | Chess            |
| Nancy Fisher        | Vera             |
| Teddy Wilson        | Lindy            |
| Eugene Elman        | Siegal           |
| Wayne Sutherland    | Worm             |
| Jim Malinda         | Pusher           |